# بارنام (ویرجینیای غربی)
بارنام (به انگلیسی: Barnum) یک منطقهٔ مسکونی در ایالات متحده آمریکا است که در شهرستان مینرال، ویرجینیای غربی واقع شده‌است.